# Zdráva buď, Panno Maria
Zdráva buď, Panno Maria je česká mariánská píseň pocházející ze 16. století. V jednotném kancionále, v němž má upravený text i melodii, je označena číslem 815. Má celkem 14 slok.